# Marie Benoît
Marie Benoît (Eupen, 16 marzo 1995) è una tennista belga.

## Carriera
Marie Benoît è allenata da Ananda Vandendoren.
Ha vinto 15 titoli nel singolare e 14 titoli in doppio nel circuito ITF in carriera. Come professionista ha raggiunto la sua migliore posizione nel singolare WTA, nr 254, il 17 giugno 2019, mentre l'8 aprile 2019 ha raggiunto il miglior piazzamento mondiale nel doppio, nr 310.

## Circuito WTA 125

### Doppio

#### Sconfitte (1)
| N. | Data             | Torneo                                                  | Superficie | Compagna        | Avversarie in finale        | Punteggio |
| 1. | 1º febbraio 2020 | Oracle Challenger Series - Newport Beach, Newport Beach | Cemento    | Jessika Ponchet | Hayley Carter Luisa Stefani | 1-6, 3-6  |

## Statistiche ITF

### Singolare

#### Vittorie (15)
| Torneo $100.000 (0) |
| Torneo $80.000 (0)  |
| Torneo $75.000 (0)  |
| Torneo $60.000 (1)  |
| Torneo $50.000 (0)  |
| Torneo $40.000 (0)  |
| Torneo $25.000 (9)  |
| Torneo $15.000 (0)  |
| Torneo $10.000 (5)  |

| N.  | Data              | Torneo                                                | Superficie  | Avversaria                 | Punteggio        |
| 1.  | 26 novembre 2012  | GD Tennis Academy, Adalia                             | Terra rossa | Laura-Ioana Paar           | 6–3, 6–2         |
| 2.  | 8 luglio 2013     | Trofeul Municipiului Iași, Iași                       | Terra rossa | Raluca Elena Platon        | 6–3, 7–6(0)      |
| 3.  | 7 ottobre 2013    | GD Tennis Academy, Adalia                             | Terra rossa | Anastasia Vdovenco         | 6–1, 6–1         |
| 4.  | 3 febbraio 2014   | Jolie Ville Golf Women's, Sharm el-Sheikh             | Cemento     | Gai Ao                     | 6–3, 6–4         |
| 5.  | 8 febbraio 2015   | ITF Women's Circuit El Kantaoui, El Kantaoui          | Cemento     | Cristina Sanchez-Quintanar | 6(6)–7, 6–3, 6–3 |
| 6.  | 13 settembre 2015 | TEAN International, Alphen aan den Rijn               | Terra rossa | Tena Lukas                 | 5–7, 6–3, 6–4    |
| 7.  | 14 ottobre 2018   | Torneo Internacional Ct El Collao, Riba-roja de Túria | Terra rossa | Aliona Bolsova             | 6–0, 7–6(2)      |
| 8.  | 19 gennaio 2020   | Daytona Beach Open, Daytona Beach                     | Terra verde | Andrea Lázaro García       | 6-4, 6-0         |
| 9.  | 14 agosto 2022    | Flanders Ladies Trophy Koksijde, Koksijde             | Terra rossa | Julia Riera                | 7-5, 6-3         |
| 10. | 22 gennaio 2023   | Vero Beach International, Vero Beach                  | Terra verde | Emma Navarro               | 6-2, 7-5         |
| 11. | 18 febbraio 2023  | GB Pro-Series Glasgow, Glasgow                        | Cemento (i) | Heather Watson             | 3-6, 6-4, 6-1    |
| 12. | 16 luglio 2023    | Schönbusch Open, Aschaffenburg                        | Terra rossa | Julie Štruplová            | 6-3, 6-3         |
| 13. | 21 gennaio 2024   | Germain BMW of Naples, Naples                         | Terra verde | Leonie Küng                | 6-4, 1-6, 6-4    |
| 14. | 25 maggio 2024    | Annenheim Women's, Annenheim                          | Terra rossa | Tereza Valentová           | 7-5, 3-6, 7-5    |
| 15. | 2 giugno 2024     | Klagenfurt Women's, Klagenfurt                        | Terra rossa | Sofia Costoulas            | 6-1, 6-3         |

#### Sconfitte (12)
| Torneo $100.000 (0) |
| Torneo $80.000 (0)  |
| Torneo $75.000 (0)  |
| Torneo $60.000 (0)  |
| Torneo $50.000 (0)  |
| Torneo $40.000 (0)  |
| Torneo $25.000 (7)  |
| Torneo $15.000 (3)  |
| Torneo $10.000 (2)  |

| N.  | Data              | Torneo                                                | Superficie  | Avversaria           | Punteggio           |
| 1.  | 15 settembre 2014 | Forte Village International Tournament, Pula          | Terra rossa | Martina Trevisan     | 4-6, 3-6            |
| 2.  | 1º febbraio 2015  | ITF Women's Circuit El Kantaoui, El Kantaoui          | Cemento     | Isabella Šinikova    | 2-6, 7-5, 1-6       |
| 3.  | 30 luglio 2017    | Tampere Open, Tampere                                 | Terra rossa | Monika Kilnarová     | 6(5)–7, 7–6(5), 4–6 |
| 4.  | 27 agosto 2017    | Vrnjacka Banja Open, Vrnjačka Banja                   | Terra rossa | Oana Gavrilă         | 7–6(3), 4–6, 5–7    |
| 5.  | 15 ottobre 2017   | Internacionales de Andalucìa Femeninos, Siviglia      | Terra rossa | Daniela Seguel       | 6-2, 1-6, 2-6       |
| 6.  | 12 novembre 2017  | Hammamet Open, Hammamet                               | Terra rossa | Gaia Sanesi          | 3-6, 0-6            |
| 7.  | 13 ottobre 2019   | Torneo Internacional CT El Collao, Riba-roja de Túria | Cemento     | Andrea Lázaro García | 6(4)-7, 5-7         |
| 8.  | 1º maggio 2022    | ForteVillage ITF Trophy, Pula                         | Terra rossa | Arantxa Rus          | 4-6, 4-6            |
| 9.  | 7 agosto 2022     | Ethias Ladies Open, Eupen                             | Terra rossa | Aneta Kučmová        | 5-7, 4-6            |
| 10. | 18 febbraio 2024  | Hammamet Open, Hammamet                               | Terra rossa | Lucija Ćirić Bagarić | 2-6, 5-7            |
| 11. | 28 aprile 2024    | Hammamet Open, Hammamet                               | Terra rossa | Nina Vargová         | 3-6, 6-2, 2-6       |
| 12. | 12 ottobre 2024   | Internacioales de Andalucia Copa Nadia, Siviglia      | Terra rossa | Sinja Kraus          | 6-2, 2-6, 3-6       |

### Doppio

#### Vittorie (14)
| Torneo $100.000 (0) |
| Torneo $80.000 (0)  |
| Torneo $75.000 (0)  |
| Torneo $60.000 (1)  |
| Torneo $50.000 (0)  |
| Torneo $40.000 (1)  |
| Torneo $25.000 (10) |
| Torneo $15.000 (2)  |
| Torneo $10.000 (0)  |

| N.  | Data              | Torneo                                           | Superficie    | Partner                   | Rivali in finale                          | Risultato           |
| 1.  | 15 novembre 2014  | Jolie Ville Golf Women's, Sharm el-Sheikh        | Cemento       | Demi Schuurs              | Valentina Ivachnenko Polina Monova        | 6–4, 7–5            |
| 2.  | 30 aprile 2016    | Wiesbaden Tennis Open, Wiesbaden                 | Terra rossa   | Arantxa Rus               | Steffi Distelmans Demi Schuurs            | 6–2, 6–2            |
| 3.  | 9 dicembre 2017   | Hammamet Open, Hammamet                          | Terra rossa   | Džulija Terzijska         | Anna-Giulia Remondina Milana Spremo       | 6-2, 6-3            |
| 4.  | 19 maggio 2018    | Hammamet Open, Hammamet                          | Terra rossa   | Angelica Moratelli        | Ulyana Ayzatulina Julyette Steur          | 6-3, 6-4            |
| 5.  | 7 settembre 2018  | Allianz Cup, Sofia                               | Terra rossa   | Manon Arcangioli          | Amina Anshba Polina Monova                | 6-4, 7-6(5)         |
| 6.  | 18 ottobre 2019   | Internacionales de Andalucìa Femeninos, Siviglia | Terra rossa   | Julia Wachaczyk           | Eva Guerrero Alvarez Arantxa Rus          | 6-0, 6(3)-7, [10-4] |
| 7.  | 12 settembre 2020 | Città di Tarvisio Tennis Cup, Tarvisio           | Terra rossa   | Alexandra Cadanțu         | Anna Bondár Paula Ormaechea               | 6-1, 6-3            |
| 8.  | 3 luglio 2021     | ITF World Tennis The Hague, L'Aia                | Terra rossa   | Ioana Loredana Roșca      | María José Portillo Ramírez Panna Udvardy | 6(5)-7, 7–5, [10–7] |
| 9.  | 25 settembre 2021 | Santarém Ladies Open, Santarém                   | Cemento       | Eden Silva                | Alicia Barnett Olivia Nicholls            | 7-5, 6-1            |
| 10. | 19 febbraio 2022  | Antalya Series, Adalia                           | Terra rossa   | Amina Anšba               | Andreea Roșca Ioana Loredana Roșca        | 7-5, 7-6(4)         |
| 11. | 13 gennaio 2024   | Germain BMW of Naples, Naples                    | Terra verde   | Leonie Küng               | Mayuka Aikawa Hsu Chieh-yu                | 6(6)-7, 6-2, [10-8] |
| 12. | 22 giugno 2024    | Swedish Ladies, Ystad                            | Terra rossa   | Lesley Pattinama Kerkhove | Alevtina Ibragimova Anna Zyrjanova        | 6-3, 6-1            |
| 13. | 19 ottobre 2024   | Heraklion Women's, Heraklion                     | Terra rossa   | Ekaterina Makarova        | Luiza Fullana Michaela Laki               | 7-6(4), 6-1         |
| 14. | 16 febbraio 2025  | REWE PETZ Ladies Open, Altenkirchen              | Sintetico (i) | Dalila Jakupovič          | Emily Appleton Isabelle Haverlag          | 7-5, 7-6(6)         |

#### Sconfitte (15)
| Torneo $100.000 (0) |
| Torneo $80.000 (0)  |
| Torneo $75.000 (0)  |
| Torneo $60.000 (0)  |
| Torneo $50.000 (0)  |
| Torneo $40.000 (0)  |
| Torneo $25.000 (7)  |
| Torneo $15.000 (2)  |
| Torneo $10.000 (6)  |

| N.  | Data              | Torneo                                                | Superficie    | Partner              | Rivali in finale                      | Risultato         |
| 1.  | 6 agosto 2011     | Rebecq Ladies Trophy, Rebecq                          | Cemento       | Kimberley Zimmermann | Kim Kilsdonk Nicolette van Uitert     | 2–6, 2–6          |
| 2.  | 10 agosto 2013    | Flanders Ladies Trophy Koksijde, Koksijde             | Terra rossa   | Kimberley Zimmermann | Magali Kempen Nicky van Dyck          | 3–6, 6(3)–7       |
| 3.  | 21 ottobre 2013   | GD Tennis Cup, Adalia                                 | Terra rossa   | Kimberley Zimmermann | Quirine Lemoine Gabriela van de Graaf | 3–6, 6–0, [7–10]  |
| 4.  | 26 aprile 2014    | Heraklion Hellenic Zeus Circuit, Heraklion            | Cemento       | Kimberley Zimmermann | Polina Lejkina Despina Papamichail    | 2–6, 2–6          |
| 5.  | 20 settembre 2014 | Forte Village International Tournament, Pula          | Terra rossa   | Kimberley Zimmermann | Alce Balducci Georgia Brescia         | 6–3, 0–6, [5–10]  |
| 6.  | 27 settembre 2014 | Forte Village International Tournament, Pula          | Terra rossa   | Kimberley Zimmermann | Verena Hofer Martina Pratesi          | 4–6, 5–7          |
| 7.  | 4 ottobre 2014    | Forte Village International Tournament, Pula          | Terra rossa   | Kimberley Zimmermann | Anna Klasen Charlotte Klasen          | 3–6, 6–4, [8–10]  |
| 8.  | 23 aprile 2017    | Tennis Organisation, Adalia                           | Terra rossa   | Ysaline Bonaventure  | Emma Laine Yuuki Tanaka               | 6–3, 1–6, [4–10]  |
| 9.  | 31 luglio 2017    | Tampere Open, Tampere                                 | Terra rossa   | Estelle Cascino      | Anna Iako'lëva Gjulnara Nazarova      | w/o               |
| 10. | 13 agosto 2017    | Flanders Ladies Trophy Koksijde, Koksijde             | Terra rossa   | Magali Kempen        | Ankita Raina Bibiane Schoofs          | 3-6, 6-3, [9-11]  |
| 11. | 21 aprile 2018    | Forte Village International Tournament, Pula          | Terra rossa   | Xu Shilin            | Naiktha Bains Chiara Scholl           | 4-6, 5-7          |
| 12. | 23 febbraio 2019  | Altenkirchen Ladies Open, Altenkirchen                | Sintetico (i) | Katarzyna Piter      | Cristina Bucșa Rosalie van der Hoek   | 7-5, 3-6, [10-12] |
| 13. | 12 ottobre 2019   | Torneo Internacional Ct El Collao, Riba-roja de Túria | Terra rossa   | Ioana Loredana Roșca | Lara Arruabarrena Sara Errani         | 6-3, 4-6, [8-10]  |
| 14. | 12 marzo 2022     | Antalya Series, Adalia                                | Terra rossa   | Nicoleta Dascălu     | Funa Kozaki Naho Sato                 | 2-6, 4-6          |
| 15. | 29 aprile 2023    | ForteVillage ITF Trophy, Pula                         | Terra rossa   | Dea Herdželaš        | Alessandra Teodosescu Federica Urgesi | 4-6, 3-6          |